# Bistroff
Bistroff é uma comuna francesa na região administrativa de Grande Leste, no departamento de Mosela. Estende-se por uma área de 19,28 km². Em 2010 a comuna tinha 320 habitantes (densidade: 16,6 hab./km²).